# Lars Krutak

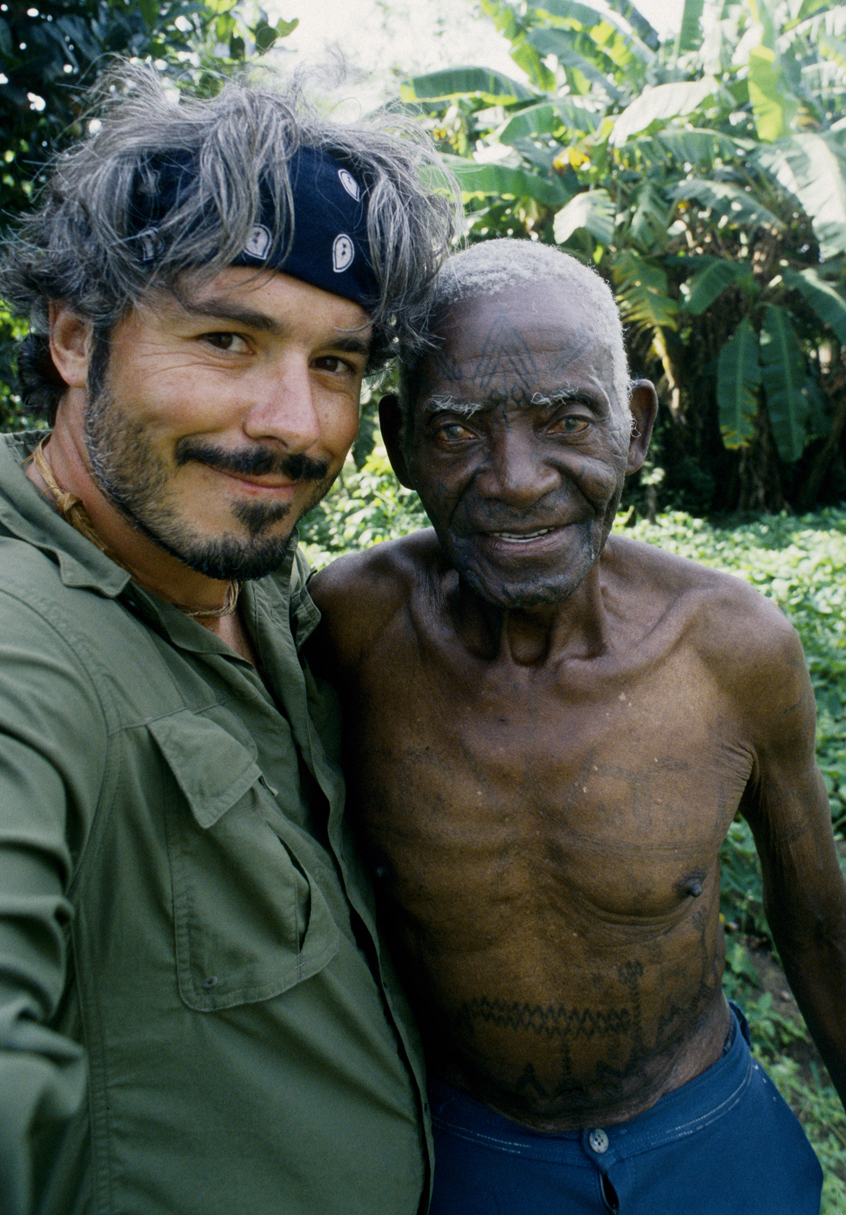
Lars Krutak con Pius, uno de los últimos tatuadores makonde de Mozambique, 2007

Lars Krutak (Lincoln,Nebraska, 14 de abril de 1971) es un antropólogo, fotógrafo y escritor estadounidense especializado en tatuajes. Ha realizado documentales sobre el tema para el Discovery Channel como Tattoo Hunter, y trabajado en el Museo Nacional de los Indios Americanos, el Museo Nacional de Historia Natural de los Estados Unidos y en la actualidad es investigador en el Museum of International Folk Art.

## Biografía
Su padre, Paul Krutak, era geólogo y profesor universitario. Vivieron en Ciudad de México y varios estados de Estados Unidos como Luisiana, Texas y Colorado, donde pasó mucho tiempo en el pueblo de Rye.
Estudió historia del arte y antropología en la Universidad de Colorado en Boulder y se mudó a San Francisco para trabajar como galerista con Paul Thiebaud, hijo del artista pop Wayne Thiebaud. Estudió luego en la Universidad de Alaska Fairbanks y se doctoró por la Universidad de Cambridge en 1998 y regresó a Estados Unidos para trabajar para la Smithsonian Insititution. De 1998 a 2003, trabajó en la Organización para la Seguridad y la Cooperación en Europa.
Está casado con la empresaria de moda prenatal Heidi Rauch, con quien tiene una hija.